# Пересвет (фрегат)
«Пересвет» (рус. дореф. Пересвѣтъ) — фрегат Российского императорского флота 51-пушечного ранга. Служил на Балтийском флоте и в 1864—1865 годах участвовал в Первой экспедиции русского флота к берегам Северной Америки.

## Постройка
Решение о постройке было принято Великим князем Константином Николаевичем в начале октября 1856 года. Новый фрегат решено было строить по проекту фрегата «Илья Муромец» на Архангельском адмиралтействе, в октябре же был подписан контракт. 5 декабря 1857 года построечные чертежи были утверждены генерал-адмиралом. Фрегат был заложен в крытом эллинге Архангельского адмиралтейства 19 июня 1858 года в торжественной обстановке в присутствии императора Александра II. Постройкой занялся кораблестроитель завода Ф. Т. Загуляев, но 17 октября 1858 года он скоропостижно скончался, не успев достроить фрегат. В июле, по распоряжению Константина Николаевича, на строящийся фрегат передали главные механизмы системы Пенна производства Балтийского завода предназначавшиеся для фрегата «Олег», так как на него установили машину мощностью 800 н. л. с. Новая машина имела мощность в 500 н. л. с. и гораздо большие размеры, чем предусматривалось по начальному проекту — это задержало постройку корпуса на два месяца в связи с необходимостью корректировки проекта. Был удлинён киль при помощи вставки длиной 4,6 метра в носовую часть — новые размерения фрегата составили: 76,2 метра (длина между перпендикулярами), 77,7 метра (длина по верхней палубе), 15,2 метра (ширина), общая длина увеличилась на 11,6 метра по сравнению с «Ильёй Муромцем»; водоизмещение достигло 3837 тонн, глубина интрюма составила 8,17 метра. Также был переработаны рангоут и парусность. В 1859 году на должность командира назначен капитан-лейтенант барон Ф. Я. Брюммер.

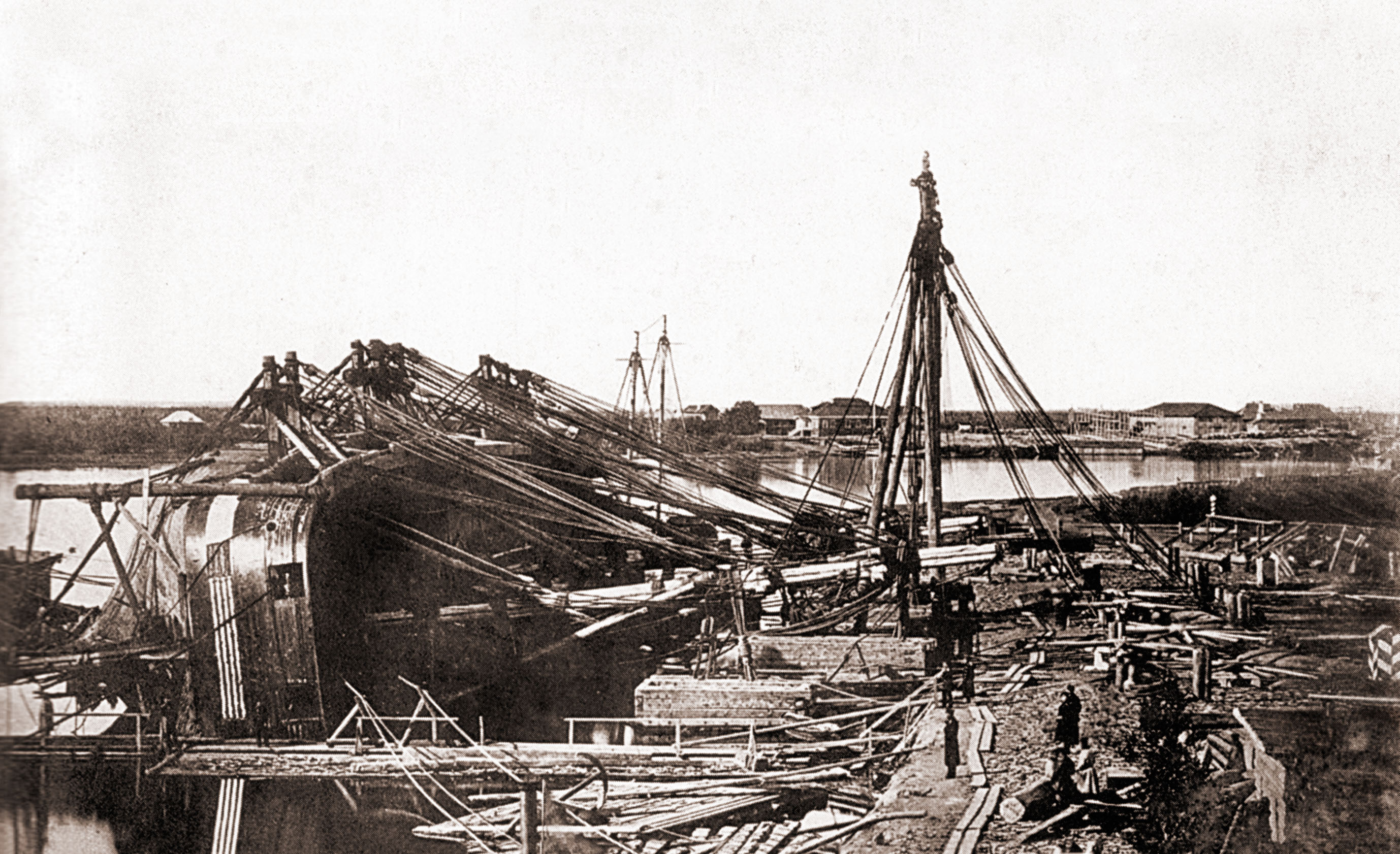
Пересвет во время тимберовки

На 9 июня 1860 года был намечен спуск на воду, но он прошёл неудачно — корпус при спуске неожиданно отделился от полозьев и, набрав скорость, сел на мель, при этом была повреждена кормовая часть. Ремонтные работы были организованы на берегу реки Маймакса, их возглавили прибывшие из Петербурга инспектор кораблестроительных работ инженер-полковник И. С. Дмитриев и такелажмейстер подполковник С. А. Мустафьев. Для исправления корпуса был построен килен-балк. Килевание и отделочные работы в Архангельске шли до 24 мая 1861 года. Вывод корабля на чистую воду после ремонта был осложнён обмелевшей из-за вырубки лесов реки Северная Двина. По окончании работ, старший офицер фрегата капитан-лейтенант Г. Н. Забудский опубликовал в № 11 за 1861 год журнала «Морской сборник» статью «Килевание 54-х пушечного винтового фрегата „Пересвет“». 29 августа фрегат прибыл в Кронштадт. В зиму 1861—1862 годов фрегат был введён в Петровский док Кронштадта, где корпус был переконопачен и обшит медными листами. После чего была установлена паровая машина системы Пенна изготовленная на Балтийском заводе. Ходовые испытания начались с 30 октября 1862 года, на которых машина развила мощность в 1741 и. л. с. Фрегат «Пересвет» принят в казну в ноябре 1862 года. Вступил в службу в 1863 году.

### Вооружение
Вооружение на 1862 год состояло из одного 60-фунтового орудия № 1 на поворотной платформе, двух 36-фунтовых орудия № 1, шестнадцати 36-фунтовых орудий № 3 на открытой батареи; десяти 60-фунтовых орудий № 2, четырёх 36-фунтовых орудий № 1, восемнадцати 36-фунтовых орудий № 2 на закрытой батареи.
Вооружение на 1873 год состояло из одного 60-фунтового орудия № 1 на поворотной платформе, двенадцати 60-фунтовых орудий № 1, двух 36-фунтовых орудий № 1 на верхней батарее; двадцати четырёх 60-фунтовых орудий № 2 и четырёх 36-фунтовых орудий № 1 на закрытой батарее.

## Служба

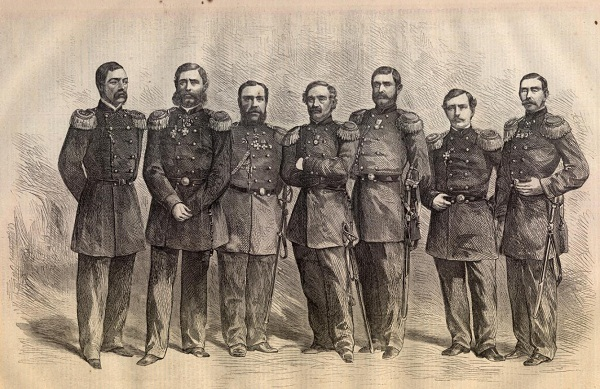
Капитаны экспедиции русского флота к берегам Северной Америки. Слева направо: П. А. Зеленой (клипер «Алмаз»), И. И. Бутаков (фрегат «Ослябя»), М. Я. Федоровский (фрегат «Александр Невский»), адмирал С. С. Лесовский (командир эскадры), Н. В. Копытов (фрегат «Пересвет»), О. К. Кремер, (корвет «Витязь»), Р. А. Лунд (корвет «Варяг»)

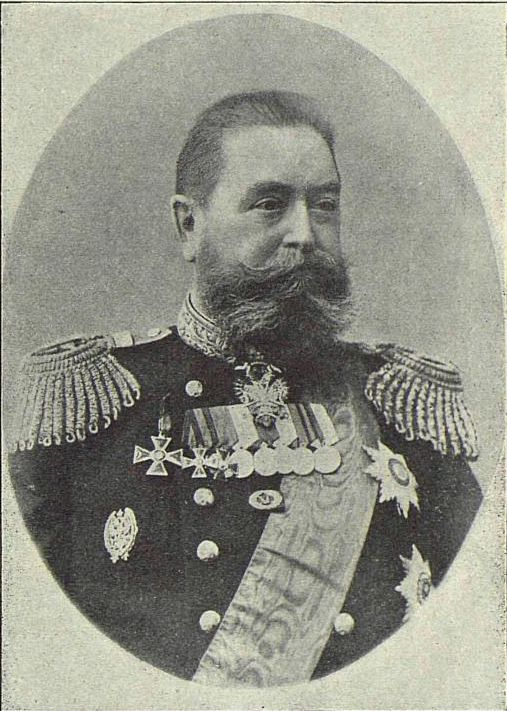
Н. В. Копытов

25 июня 1863 года император Александр II подписал высочайшее разрешение на посылку двух эскадр к побережью северной Америки — Тихоокеанскому и Атлантическому. Позже, этот поход в истории получил название «Первая экспедиция русского флота к берегам Северной Америки». В состав Особой эскадры Атлантического океана под командованием контр-адмирала С. С. Лесовского вошли парусно-винтовые корабли: фрегаты «Александр Невский» — флагманский корабль (51 пушка, капитан 1-го ранга М. Я. Федоровский), «Пересвет» (51 пушка, капитан-лейтенант Н. В. Копытов); корветы «Варяг» (17 пушек, капитан-лейтенант Р. А. Лунд), «Витязь» (17 пушек, капитан-лейтенант О. К. Кремер); клипер «Алмаз» (7 пушек, капитан-лейтенант П. А. Зеленой).
На случай начала боевых действий между Россией и Англией была разработана секретная инструкция, которую контр-адмирал С. С. Лесовский получил от Управляющего Морским Министерством Н. К. Краббе 14 июля 1863 года. По ней эскадра должна была действовать на торговых путях Великобритании и противостоять боевым кораблям Англии. Также если война началась бы ещё на переходе, то каждый корабль имел отдельное распоряжение следовать в определённый ему район крейсерства. Так, «Александр Невский» должен был крейсировать в Северной Атлантике на линии Ливерпуль — Нассау; «Пересвет» на пути из Англии в Ост-Индию; «Ослябя» в районе Азорских островов; «Варяг» на пути из Англии в Южную Америку; «Витязь» на пути от мыса Доброй Надежды до острова Святой Елены; «Алмаз» должен был действовать в центральной части Атлантического океана.

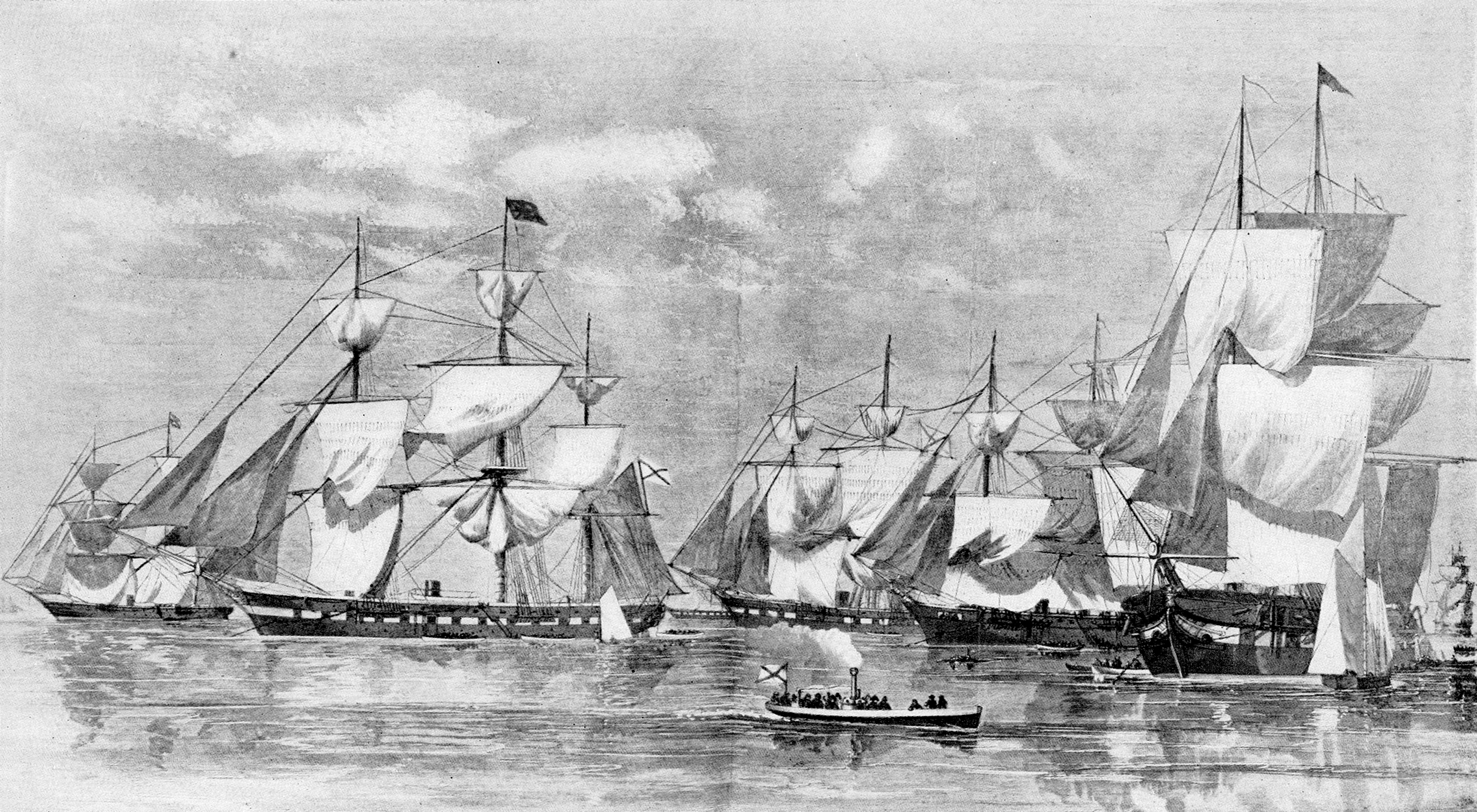
Эскадра на рейде Нью-Йорка

Первым отправился к берегам САСШ «Ослябя» в одиночном плавании из Средиземного моря. 18 июля из Кронштадта вышел «Александр Невский», на траверзе Ревеля (ныне Таллин) к нему присоединился «Пересвет». «Варяг» и «Витязь» присоединились около острова Хиума (ныне Хийумаа). 23 июля в проливе Малый Бельт к эскадре подошёл «Алмаз». Во время перехода машина на «Александре Невском» дала сбой, и в пролив под буксиром его ввёл «Пересвет». Уголь для эскадры доставляли транспорта «Артельщик» и «Красная горка». Именно ими во время этого перехода была выполнена первая в истории Российского флота передача угля на ходу в мешках через борта кораблей. Только 26 июля командиры кораблей довели до сведения команды о цели их плавания. 12 сентября 1863 года «Ослябя» первым бросил якорь в гавани Нью-Йорка. 13 сентября туда прибыли «Пересвет» и «Александр Невский», к вечеру этого же дня подошли «Варяг» и «Витязь». 29 сентября пришёл «Алмаз».
Эскадра оставалась в Нью-Йорке до 15 ноября, когда «Ослябя», «Варяг», «Витязь» и «Алмаз» отправились в Атлантик-Сити и Хамптон, к крепости Монро. 17 декабря к крепости подошли «Александр Невский» и «Пересвет», а «Ослябя» под флагом С. С. Лесовского, «Варяг» и «Витязь» пошли по реке Потомак до Александрии — пригорода Вашингтона. 12 января 1864 года «Пересвет» покинул Хэмптон-Роудс и отправился в Карибское море и Мексиканский залив. Во время крейсерства вдоль Больших Антильских островов фрегат посетил южные порты Кубы — Сантьяго-де-Куба, Сьенфуэгос, Гавану, а также зашёл на Багамские и Виргинские острова. «Пересвет» благополучно пришёл в Нью-Йорк 6 апреля. В честь русских моряков была организована поездка в Потомакскую армию, а также офицеры эскадры посетили Ниагарский водопад. Эскадра оставалась в Нью-Йорке до окончания Польского восстания и нормализации отношений России с Англией и Францией. К тому времени и армия северян установила прочный контроль на большей территорией. «Алмаз» и «Варяг» получили назначение на Тихий океан, куда отправились 25 апреля и 19 мая соответственно. «Александр Невский» был оставлен в Нью-Йорке для завершения ремонтных работ. Перед возвращением в Россию, контр-адмирал С. С. Лесовский с оставшимися кораблями эскадры решил посетить Бостон.

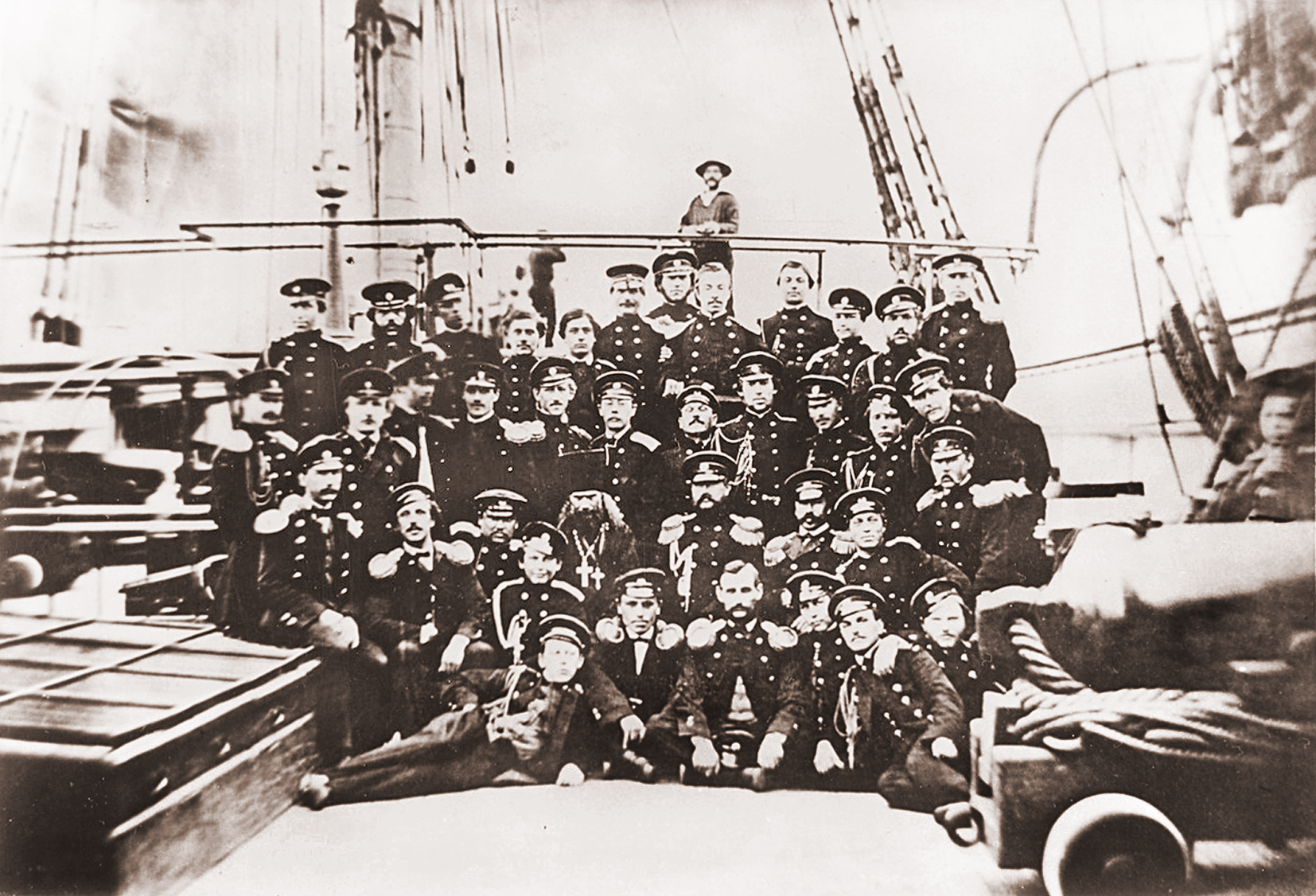
Группа офицеров, Бостон 1863 год

29 апреля покинул Нью-Йорк «Пересвет», 4 мая «Витязь», 9 мая «Ослябя». На переходе был сделан смотр всем кораблям — были проведены пушечные стрельбы и проверена подготовка личного состава. К 16 мая корабли собрались в Бостоне. Для приёма гостей был сформирован специальный комитет для приёма гостей из почётных жителей города и выстроена в порту «особая пристань, предназначенная исключительно только для русских гребных судов». В этот же день состоялся большой приём на борту фрегата «Ослябя». В программу визита русских моряков были включены: экскурсии по достопримечательностям города, посещение Гарвардского колледжа, поездка в промышленный пригород Бостона — Лоренс, осмотр бостонских адмиралтейств и мастерских, визит на оружейный завод и другие учреждения, торжественный обед и праздничный концерт, в честь офицеров русского флота, устроенный воспитанниками бостонских школ в en:Boston Music Hall, а также праздник и угощение для нижних чинов и матросов в Бостонском парке. Когда все торжества окончились и корабли были готовы к переходу на Балтику, 4 июня «Ослябя», «Пересвет» и «Витязь» покинули гостеприимный Бостон. Эскадра ошвартовалась в Кронштадте 20 июля. 28 июля Александр II произвёл смотр эскадре, а офицеров представил к орденам.

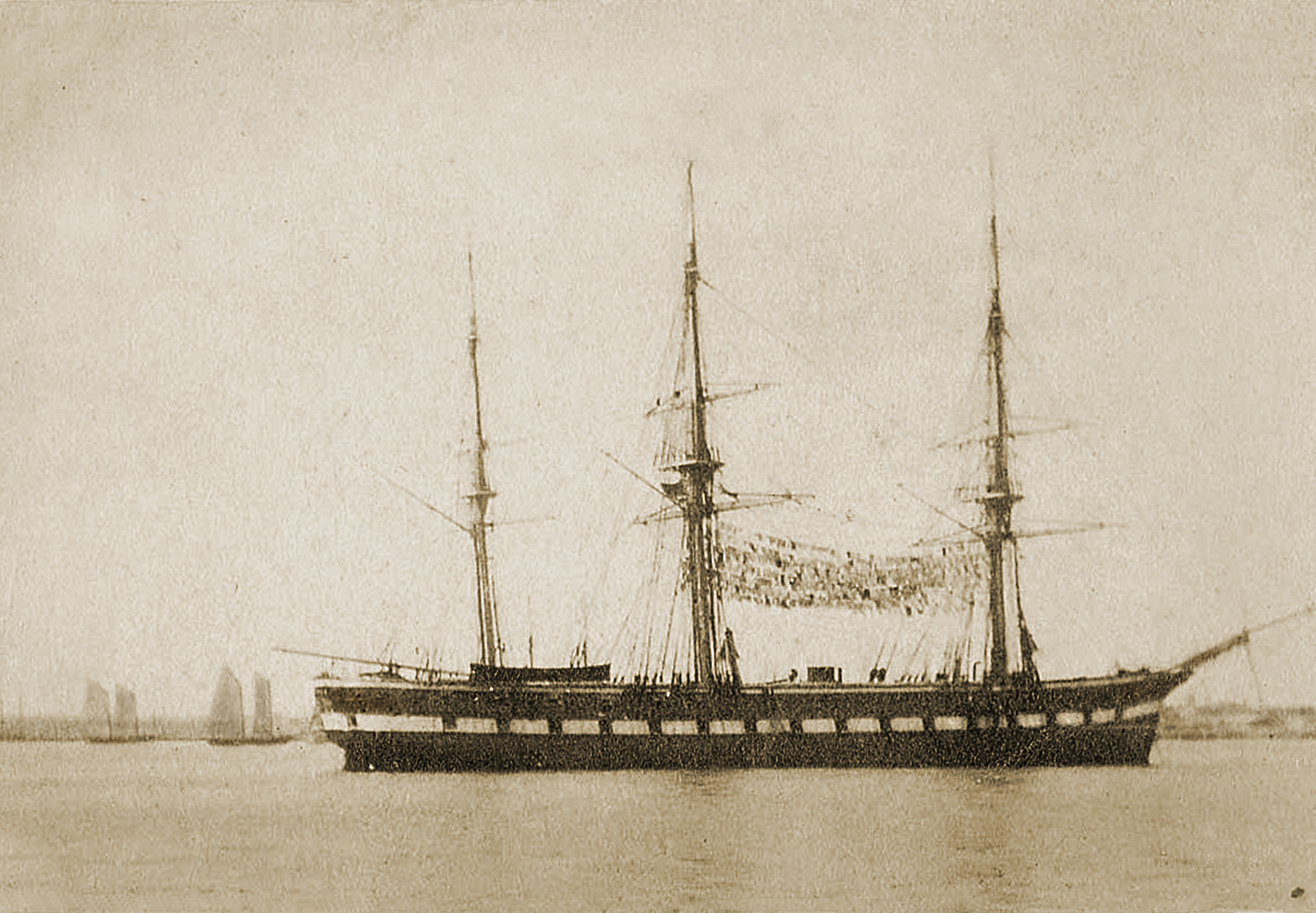
Парусно-винтовой фрегат Пересвет, 1860-е года

30 июля 1865 года «Пересвет» под командованием капитан-лейтенанта Н. В. Копытова вышел из Кронштадта в Средиземное море. На его борту находилось 38 офицеров, гардемарин, юнкеров, кондукторов и 520 человек нижних чинов, набранных из 3-го, 4-го и 6-го флотских экипажей, а также корабельный священник иеромонах Александро-Невской лавры отец Митрофан. У плавучего маяка Драге было замечено, что фрегат осел кормою более положенного, до более чем 23 футов, вследствие чего, командир приказал сдвинуть к носу все орудия и взять курс на Копенгаген для прохождения ремонта. В это время на борту разыгралась эпидемия тифа. В Копенгагене, по настоянию младшего судового врача С. Я. Гумилёва, были госпитализированы пятеро заболевших матросов, на их место были приняты шесть человек с фрегата «Генерал-адмирал». Закончив исправления, с 26 августа по 2 сентября «Пересвет» пребывал в Портсмуте, где встретил русскую броненосную эскадру, далее отправился в Брест. 4 сентября фрегат прибыл во французский порт и десять человек были отправлены в береговой лазарет. 7 числа было получено известие, что ранее оставленный на берегу в тяжелом состоянии гардемарин Кардо-Сысоев скончался. После встречи Н. В. Копытова и командира эскадры кораблей США в европейских водах адмирала Гольсбора, было принято решение отложить выход в Средиземное море, и обеззаразить корабли пересыпав их хлоркой. После того как новые тифозные больные были отправлены в госпиталь, а общее состояние команды стабилизировалось, фрегат вышел в море. 24 сентября «Пересвет» зашёл на кадикский рейд. На переходе в нижней шкиперской каюте, у форштевня обнаружена струя воды, а наружная медная обшивка на форштевне в этом месте сорвана. Проведя спешный ремонт, было принято решение идти на Мальту для постановки фрегата в док и ремонта. Пройдя почти за шесть суток 1102 морские мили, «Пересвет» 9 октября прибыл в Валетту, и 12 октября фрегат был введён в док. Работы продолжались до 23 октября, а 25 числа началось вооружение корабля. 30 октября «Пересвет» отправился в Пирей, куда прибыл 9 ноября. По распоряжению Морского учёного комитета на переходе от Мальты до Пирея вблизи острова Цериго лейтенант барон Ф. Ф. Врангел провёл испытания нового изобретения — электрического лота Шнейдера. Были измерены глубины в 661 и 663 саженей. В своём рапорте о произведённых работах Ф. Ф. Врангель отметил преимущества нового способа измерения глубин и предложил несколько замечаний по устройству лота. В Пирее капитан удостоился аудиенции у короля Греции Георга I.

Лавовые потоки острова Санторини, впадающие в море

5 февраля 1866 года фрегат отправился к греческому острову Санторини по распоряжению российского посла для оказания помощи местным жителям, ожидавшим новое землетрясение и извержение вулкана. В ночь с 16 на 17 февраля фрегат спешно вышел в море, так как началось новое извержение вулкана, и Н. В. Копытов опасался повреждения корабля. Днём на «Пересвет» прибыла группа чиновников и местных жителей во главе с префектом острова. Вместе с капитаном и офицерами фрегата они вышли на катере для осмотра острова и затухающих вулканов. 21 февраля на «Пересвете» было проведено совещание командиров кораблей, находившихся на рейде острова. Предложение оставаться и всячески оказывать помощь поддержали, помимо Н. В. Копытова, командиры австрийской канонерской лодки и турецкого корвета, а командир французского корабля решил покинуть греческие воды утром. 23 февраля, по просьбе префекта острова, на фрегате в Пирей доставили пятнадцать местных жителей, в том числе девятерых больных. Далее фрегат прибыл на рейд острова Сиру, где на главной площади моряки фрегата дали концерт для местных жителей. Пробыв менее суток, по заданию российского посла, фрегат перешёл в Порос для инспекции наших складов и магазинов для определения возможности их дальнейшего использования. В рапорте от 26 февраля Н. В. Копытов написал: «…если депо эти для военного времени служат базисом крейсерств, то в мирное они же дают возможность делать огромные сбережения и очень значительно уменьшают издержки государства на заграничное плавание его судов… В случае войны или необходимости присутствия нашей эскадры в Средиземном море склады в Поросе будут для них необходимы для свободного пополнения их запасов. Рейд Пороса представляет прекрасное место для всех надводных исправлений… Порт острова Пороса находится от Севастополя ближе нежели даже Копенгаген от Кронштадта, и поэтому доставка провизии, обмундирования и угля на наших военных транспортах черноморского флота может быть легко выполнена…»

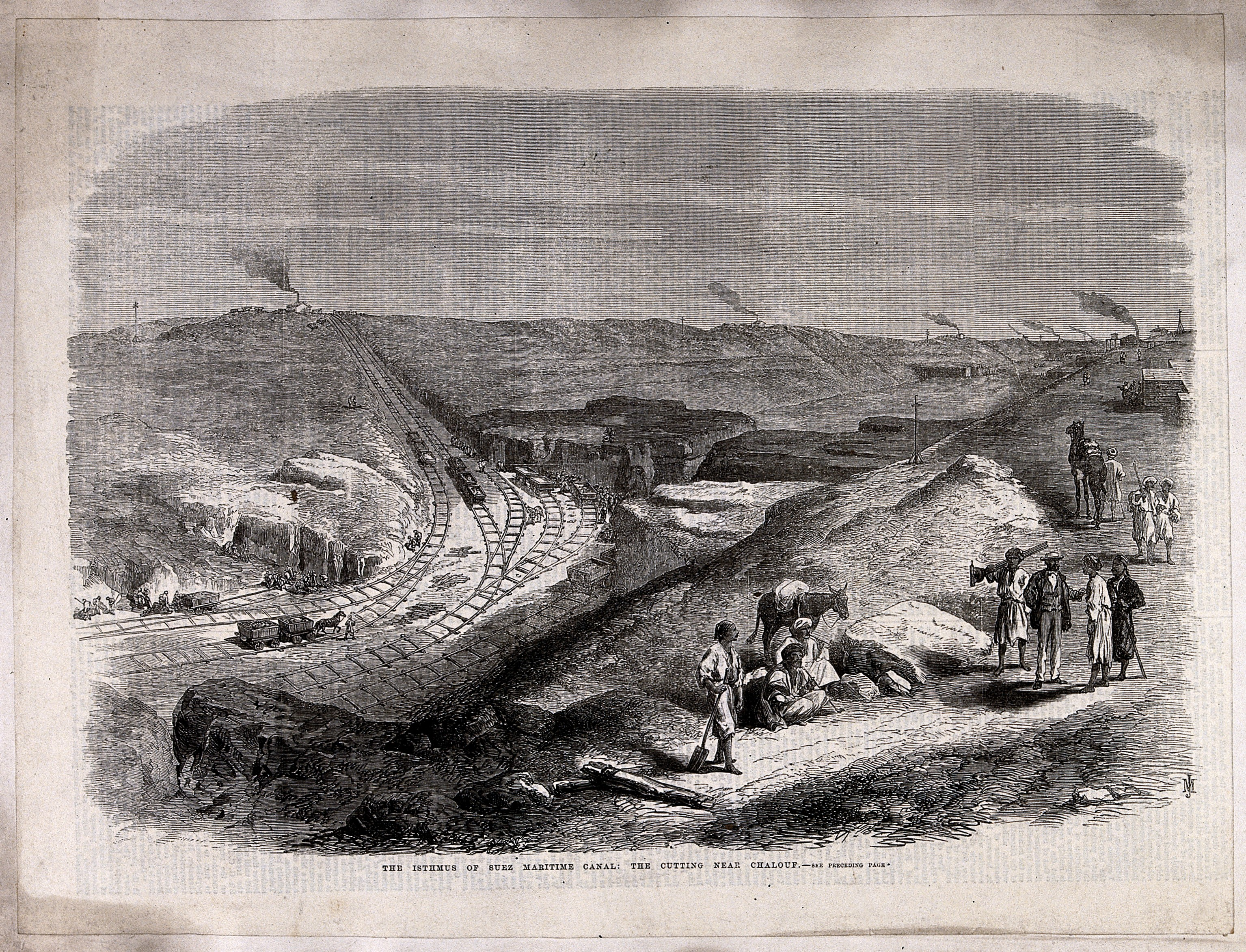
Строительство Суэцкого канала

5 апреля на «Пересвете» был отслужен благодарственный молебен в честь неудавшегося покушения на Александра II. Тем же вечером фрегат отправился в Яффе под парусами. На переходе продолжились испытания нового лота под руководством Э. Х. Шнейдера и лейтенанта Ф. Ф. Врангеля. По прибытии группа офицеров и нижних чинов совершили поездку в Иерусалим. 23 апреля в храме Гроба Господня корабельный иеромонах отец Митрофан, патриарх Иерусалимский Кирилл вместе с высшим греческим духовником Иерусалима архимандритом Антонином отслужили благодарственный молебен «о счастливом избавлении Государя Императора от угрожавшей ему опасности». Утром следующего дня фрегат отправился в Порт-Саид, где пробыл до 30 апреля, тем самым «Пересвет» стал первым военным судном, прибывшим после начала строительства Суэцкого канала. Встретил русских моряков автор проекта и руководитель строительства господин де Лессепс. Для осмотра строящегося канала и будущей гавани главный директор работ господин Вуазен выделил небольшой пароход и плоскодонное судно. В качестве развлечения, русским офицерам предложили заезды на чистокровных арабских скакунах. 30 апреля фрегат перешёл в Александрию для пополнения запаса угля, после чего взял курс на Каир, и вернулся к острову Санторини. Далее фрегат посетил Сир и Пирей. Из Пирея в Корфу фрегат доставил чрезвычайного посланника полномочного российского министра в Греции Новикова, а вечером он и командир «Пересвета» были приглашены на обед к королю Греции Георгу I. В августе на смену «Пересвету» в Средиземное море пришёл фрегат «Генерал-адмирал», и 16 августа «Пересвет» оставил Вилла-Франка отправившись в Кронштадт, сделав 26 сентября остановку в Шербурге для пополнения запаса угля. 12 октября 1866 года фрегат «Пересвет» пришёл на Кронштадтский рейд.
В начале августа 1869 года у острова Гогланд прошли манёвры эскадры вице-адмирала Г. И. Бутакова («Петропавловск», «Кремль», «Первенец», «Олег», «Пересвет», «Витязь»). 3 августа, во время отработки элементов совместного маневрирования, плавучая батарея «Кремль» в 19:30 нанесла таранный удар по фрегату «Олег», который разломил фрегат почти надвое, и он затонул менее чем за 15 минут на глубине 35 сажен. При этом погибло 16 человек, а 497 человек команды были спасены с подошедших кораблей. В «Кронштадтском Вестнике» того времени так описали ситуацию:

"В воскресенье 3 августа под вечер, около семи часов, эскадра занималась эволюциями; на эскадре был поднят сигнал: переменить фланги, поворачиваясь вправо. При подаче сигнала к этому маневру броненосная эскадра шла в строе фронта в следующем порядке: на правом фланге шел винтовой 17-пушечный корвет «Витязь», рядом с ним шли броненосные батареи «Кремль» и «Первенец»; потом деревянные винтовые фрегаты «Олег», «Пересвет» и броненосный фрегат «Петропавловск». Со спуском сигнала все суда поворотили вдруг вправо на 8 румбов, за исключением правофлангового корвета «Витязь», который на основании эволюционной книги, описал циркуляцию в 24 румба; прочие суда эскадры поворачивали за ним последовательно и входили ему в кильватер, то есть попросту — в затылок. Во время этого движения броненосная батарея «Кремль», вышедшая из строя и спешившая занять свое место, ткнула своим тараном фрегат «Олег» в подводную часть, почти в самую середину судна, между машинным отделением и угольными ящиками, впереди грот-мачты; «Олег» во время удара поворачивал в кильватер своему ближайшему судну по фронту, батарее «Первенец». Фрегат в строю фронта находился между батареей «Первенец» и фрегатом «Пересвет».
В 1870 и 1871 годах фрегат выходил в практические плавания в Финский залив с воспитанниками технического училища морского ведомства.
В 1872—1874 годах «Пересвет» состоял в отряде судов практической эскадры морского училища контр-адмирала Г. Г. Майделя и находился в учебных плаваниях в Финском заливе.
19 октября 1874 года фрегат «Пересвет» исключён из списков Российского императорского флота и продан на слом.

## Служили на корабле

### Командиры
- 16.03.1859[11] — 06.07.1859 — капитан-лейтенант Стааль, Фёдор Гедеонович
- 06.07.1859[12] — 08.07.1863[13]  — капитан-лейтенант (с 17.10.1860 года капитан 2-го ранга, с 05.07.1862 капитан 1-го ранга) Брюммер, Фёдор Яковлевич
- 08.07.1863 — 14.11.1866  — капитан-лейтенант (с 27.03.1866 года капитан 2-го ранга) Копытов, Николай Васильевич
- 01.01.1867 — ??.??.1872 — капитан 2-го ранга (с 01.01.1869 капитан 1-го ранга) Крузенштерн, Фёдор Карлович

## Старшие офицеры
- ??.??.1861—??.??.1862 капитан-лейтенант Забудский Григорий Николаевич
- до 10.07.1863 капитан-лейтенант Глеб Константинович Ушаков 2-й
- с 10.07.1863[14] лейтенант, с 29.7.1863 капитан-лейтенант[15] Отто Фёдорович Гадд 2-й
- ??.??.1865—??.??.1867 капитан-лейтенант Бровцын Алексей Александрович
- с 28.02.1870[16] капитан-лейтенант Иван Кислинский 2-й

### Другие должности
- ??.??.1861—??.12.1861 лейтенант Рыков Василий Иванович
- ??.04.1864—??.??.18?? младший судовой врач титулярный советник Гумилёв Степан Яковлевич
- ??.05.1865—??.10.1866 вахтенный начальник лейтенант Врангель Фердинанд Фердинандович
- ??.??.186?—??.??.186? старший врач коллежский асессор Аркадий Облочинский
- ??.??.18??—??.??.1872 лейтенант Ломен Лев Николаевич
- ??.??.1869—??.??.1871 гардемарин Загорянский-Кисель Аполлинарий Сергеевич
- ??.??.1870—??.??.1870 вахтенный начальник лейтенант Верховский Михаил Парфёнович
- 11.06.1870—02.09.1870 гардемарин Фитингоф Бруно Александрович фон
- ??.??.1870—??.??.1870 гардемарин Зацарённый Измаил Максимович
- ??.??.1870—??.??.1871 гардемарин Зацарённый Василий Максимович
- ??.??.1871—??.??.1871 вахтенный начальник лейтенант Верховский Михаил Парфёнович
- ??.??.1873—??.??.1874 корпуса инженер-механиков флота Подпоручик Якобсон Леопольд Яковлевич